# Blanchard (Pennsylvania)
Blanchard è un census-designated place (CDP) degli Stati Uniti d'America, situato nello stato della Pennsylvania, nella contea di Centre. Fa parte dell'area statistica metropolitana di State College.